# Dipsacus valsecchii
Dipsacus valsecchii là một loài thực vật có hoa trong họ Kim ngân. Loài này được Camarda mô tả khoa học đầu tiên năm 2006.